# Danamon Open 1997
Danamon Open 1997 — жіночий тенісний турнір, що проходив на відкритих кортах з твердим покриттям Gelora Senayan Stadium у Джакарті (Індонезія). Належав до турнірів 4-ї категорії в рамках Туру WTA 1997. Відбувсь уп'яте і востаннє і тривав з 22 до 27 квітня 1997 року. Друга сіяна Наоко Савамацу здобула титул в одиночному розряді.

## Фінальна частина

### Одиночний розряд
Наоко Савамацу —  Юка Йосіда 6–3, 6–2
- Для Савамацу це був єдиний титул за сезон і 4-й — за кар'єру.

### Парний розряд
Керрі-Енн Г'юз /  Крістін Редфорд —  Ленка Немечкова /  Юка Йосіда 6–4, 5–7, 7–5
- Для Г'юза це був 1-й титул за рік і 4-й — за кар'єру. Для Редфорда це був 1-й титул за рік і 5-й — за кар'єру.